# Katowice Szopienice Południowe
Katowice Szopienice Południowe − kolejowy przystanek osobowy w Katowicach, w województwie śląskim, w Polsce, położony przy ul. 11 listopada i Lwowskiej w dzielnicy Szopienice-Burowiec. Składa się on z dwóch dwukrawędziowych peronów, przy których zatrzymują się pociągi Kolei Śląskich oraz Polregio, które w październiku 2020 roku łączyły Katowice Szopienice Południowe na głównych relacjach ze stacjami: Bytom, Częstochowa, Dąbrowa Górnicza, Gliwice, Katowice, Kraków Główny, Lubliniec, Oświęcim i Wodzisław Śląski.
Przystanek ten został oddany do użytku w 1870 roku przez Towarzystwo Kolei Górnośląskiej (niem. Oberschlesische Eisenbahn). Zarządzany jest obecnie przez Zakład Linii Kolejowych w Sosnowcu PKP Polskich Linii Kolejowych.

## Historia
Początki kolei na terenie Roździenia i Szopienic związane są Towarzystwem Kolei Górnośląskiej, które powołano 5 kwietnia 1841 roku. Towarzystwo to oddało do użytku linię z Wrocławia do Oławy, którą regularnie przedłużało w kierunku Górnego Śląska. Trasę przebiegającą przez Roździeń i Szopienice, tj. Świętochłowice – Katowice – Mysłowice, Towarzystwo uruchomiło dnia 3 października 1846 roku.
W czerwcu 1858 roku rozpoczęto prace nad budową łącznika między liniami Kolei Górnośląskiej w Prusach a Kolei Warszawsko-Wiedeńskiej w Rosji, którego budowę zatwierdzono po porozumieniu obydwu towarzystw i zgodzie rządów obydwu krajów. Prace na ostatnim odcinku między Sosnowcem a Szopienicami ukończono do 24 sierpnia 1859 roku. Tego dnia uroczyście otwarto linię między Ząbkowicami a Katowicami, a dwa dni później nastąpiło jej publiczne przekazanie i w krótkim czasie większość ruchu przygranicznego odbywało się już tą linią aniżeli dotychczasową trasą przez Granicę (Maczki). W związku z budową tej odnogi, a wraz z tym powstaniem nowego przejścia granicznego, powstał w rejonie dworca północnego budynek urzędu celnego, w którym znalazło zatrudnienie spora liczba urzędników. 
Na samej zaś linii nie od razu wybudowano obecny przystanek. Społeczność Szopienic i Roździenia prosiła dyrekcję Kolei Górnośląskiej o jego wybudowanie, lecz ona argumentowała tym, że zużycie hamulców i szyn za każdym postojem nie zostaną zrekompensowane przez ewentualne zyski z biletów. Budowa w 1868 roku nieopodal stacji na nowo wybudowanej linii Kolei Prawego Brzegu Odry (obecna stacja techniczna Katowice Szopienice Północne) spowodowało, że dyrekcja Kolei Górnośląskiej z powodu konkurencji podjęła decyzję o budowie przystanku na swojej linii. Powstał on na granicy Roździenia i Szopienic w 1870 roku. Przystanek ten początkowo był zbudowany ze starych podkładów kolejowych, do którego prowadziły schody po wysokim nasypie i w dół na ulicę. Budynek dworca był wówczas prymitywnym barakiem. Dzięki budowie tego przystanku mieszkańcy Roździenia i Szopienic mieli dostęp do dwóch posterunków ruchu, które dzieliły między siebie dystans kilku minut dojścia pieszo.

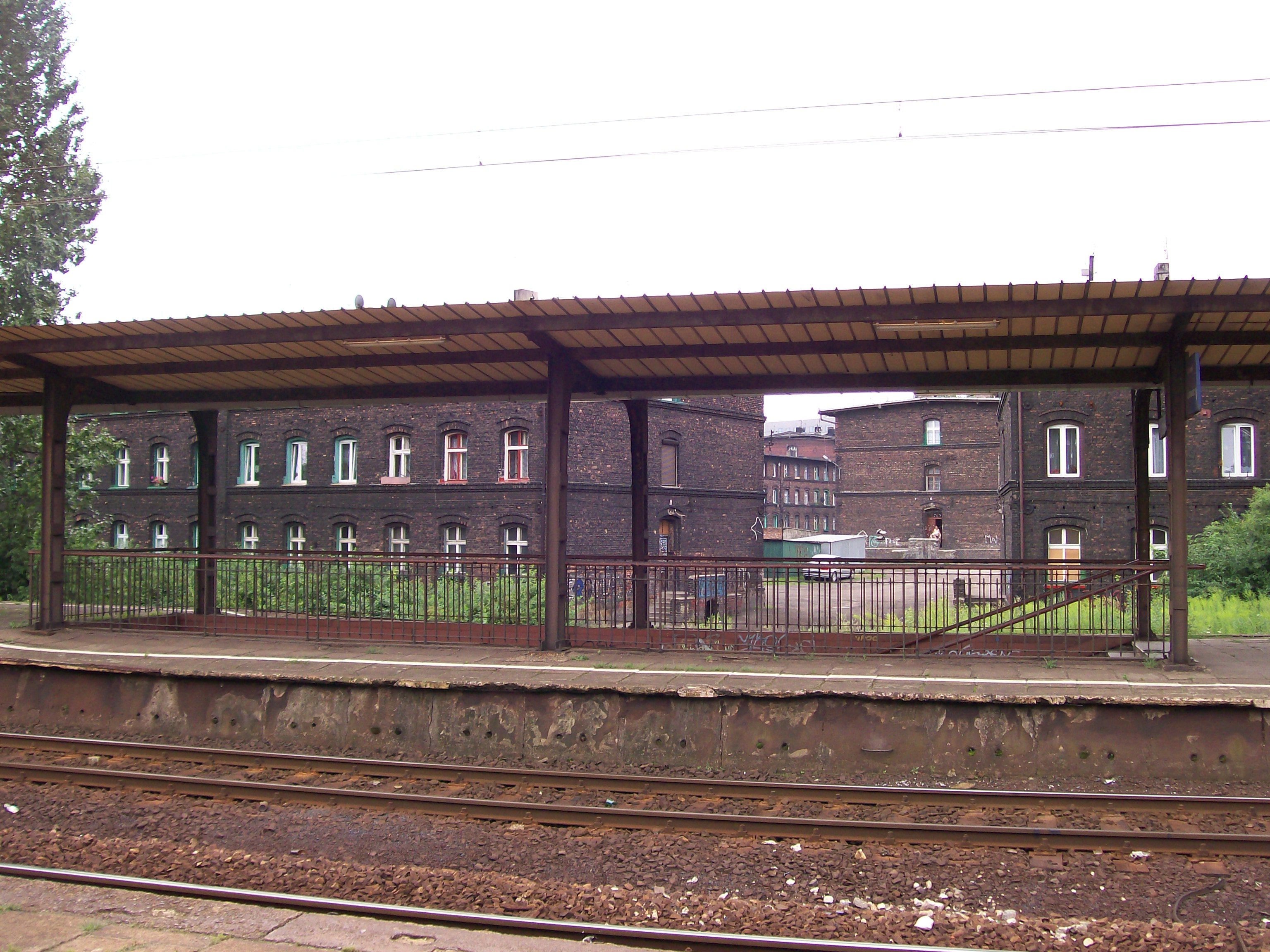
Peron drugi przystanku przed remontem, w 2010 roku; w tle znajduje się kolonia Helgoland

Po II wojnie światowej PKP przystąpiło do elektryfikacji linii kolejowych na Górnym Śląsku. Pierwsza została zelektryfikowana linia kolejowa nr 1 w ramach etapowej elektryfikacji trasy między Górnym Śląskiem a Warszawą. odcinek Łazy – Szopienice Południowe – Gliwice po elektryfikacji oddano do użytku 1 czerwca 1957 roku, natomiast na trasie w kierunku Szczakowej pociągi elektryczne uruchomiono 14 maja 1959 roku.
27 listopada 2014 roku podpisano umowę na estetyzację budynku dworca znajdującym się na peronie pierwszym. W ramach prac odnowiono elewację, wyremontowano dach, odnowiono wejście na peron, a w miejscach dawnych okien pojawiły się płyty poliwęglanowe. Prace te ukończono w 2015 roku. 
W tym samym roku rozpoczął się również remont obydwu peronów. W pierwszej kolejności ukończono prace przy peronie pierwszym.  W ramach prac przy estetyzacji peronów dokonano rozbiórek nawierzchni asfaltowych peronów, wymieniając nawierzchnię na kostkę brukową, a także ułożono płyty peronowe z namalowanym pasem bezpieczeństwa. Na peronach wbudowano ławki, postawiono nowe tablice z nazwą stacji oraz numeracją torów i peronów, zainstalowano nowe balustrady, a także wykonano różnego typu uzupełniające prace remontowe.

## Infrastruktura
Katowice Szopienice południowe to przystanek osobowy dla dwóch linii kolejowych: nr 1 (km osi 312,910) i 138 (km osi 27,505), przy których znajdują się dwa dwukrawędziowe perony – po jednym na linię. Obydwa perony mają długość 200 metrów, z czego wysokość peronu pierwszego wynosi 760 mm, a peronu drugiego 650 mm. 
Perony te są częściowo zadaszone, wyposażone w ławki oraz tablice informacyjne. Mają powierzchnię z kostki brukowej oraz prefabrykowanych płyt betonowych na krawędziach. Wejście do peronów odbywa się przejściem podziemnym z obydwu stron – od północy od ul. 11 Listopada, a od południa przy osiedlu Helgoland (od ul. Lwowskiej na wysokości ul. ks. mjr. Karola Woźniaka).
Na pierwszym peronie usytuowany jest dworzec kolejowy z wejściem na peron. Został on odnowiony w 2015 roku. W budynku dworca, według stanu z 2013 roku, brak kas biletowych i biletomatów. Nie ma też tam innych placówek handlowo-usługowych.

## Połączenia

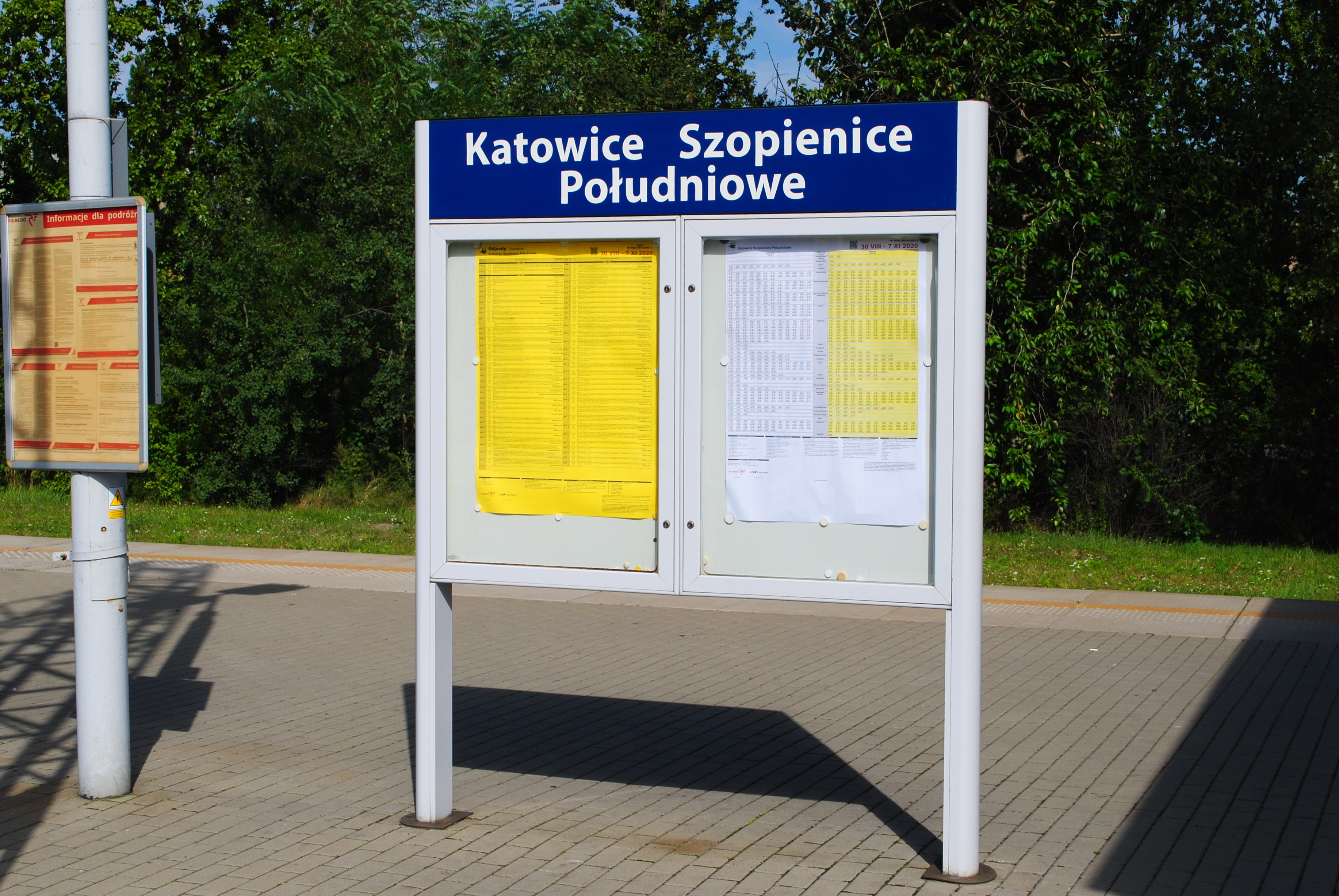
Tablica informacyjna z rozkładem jazdy pociągów z przystanku

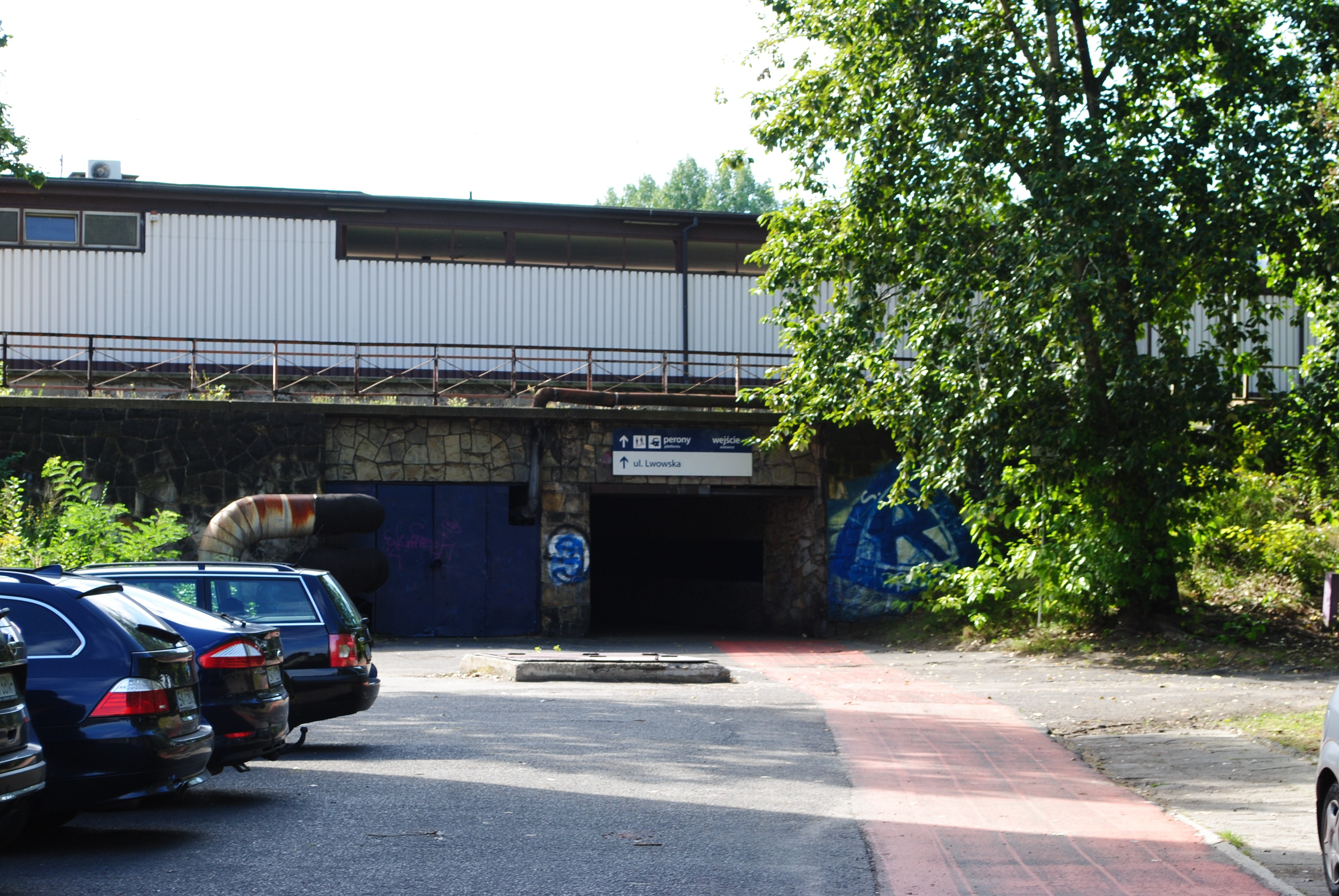
Wejście na przystanek od strony północnej (ul. 11 Listopada)

W rozkładzie jazdy na okres 2019/2020 z przystanku Katowice Szopienice Południowe odjeżdżały pociągi Kolei Śląskich i Polregio. Pociągi Kolei Śląskich łączyły wówczas Katowice Szopienice Południowe w ramach linii: S1/S41 z Katowicami i Gliwicami w kierunku zachodnim i Częstochową w kierunku wschodnim oraz linii S8 łączącą Katowice Szopienice Południowe z Kluczborkiem przez Katowice, Chorzów Batory, Bytom, Tarnowskie Góry i Lubliniec w kierunku zachodnim oraz w drugim kierunku z Oświęcimiem przez Mysłowice i Nowy Bieruń. Z Katowic Szopienic Południowych Koleje Śląskie uruchamiała wówczas również pojedyncze kursy do Bielska-Białej Głównej, Tychów Lodowiska i Zwardonia. 
Pociągi Polregio łączyły w okresie 2019/2020 Katowice Szopienice Południowe ze stacjami: Busko-Zdrój (przez Kielce; jedną parę połączeń kolejowych do Buska-Zdroju spółka uruchomiła 27 czerwca 2020 roku), Katowice, Kielce, Kraków Główny, Rzeszów Główny, Sędziszów (przez Olkusz) i Wodzisław Śląski. Polregio uruchomiło również 1 maja 2020 roku wakacyjne połączenie w ramach superREGIO z Katowic do Zatora, które łączy przystanek z parkiem Energylandia w Zatorze.
Średni czas przejazdu w październiku 2020 roku z Katowic Szopienic Południowych do poszczególnych stacji był następujący: Bytom 36 minut, Częstochowa 1 godzina i 32 minuty, Dąbrowa Górnicza 14 minut, Gliwice 36 minut, Katowice 4 minuty, Kraków Główny 1 godzina i 45 minut, Lubliniec 1 godzina i 41 minut i Oświęcim 43 minuty.

## Ruch pasażerski[21]
| Rok  | Wymiana pasażerska na dobę |
| ---- | -------------------------- |
| 2017 | 300–499                    |
| 2018 | 300-499                    |
| 2019 | 300-499                    |
| 2020 | 300-499                    |
| 2021 | 500-699                    |
| 2022 | 700–999                    |
| 2023 | 1100                       |

## Powiązania komunikacyjne
Bezpośrednio w sąsiedztwie przystanku nie znajduje się żaden przystanek transportu miejskiego. Najbliższy położony na północ o około 500 metrów, w centralnej części Szopienic-Burowca – przystanek Szopienice Kościół, skąd zgodnie ze stanem z października 2020 roku odjeżdżają autobusy i tramwaje na zlecenie ZTM. Bezpośrednio z niego odjeżdża z niego 9 linii autobusowych (w tym jedna nocna), a także 3 linie tramwajowe. Autobusy zapewniają połączenia z większością dzielnic w Katowicach, a także z sąsiednimi miastami: Mysłowicami, Chorzowem, Siemianowicami Śląskimi i Mikołowem. Tramwaje łączą Szopienice z Mysłowicami, Sosnowcem, a także Chorzowem przez dzielnice Katowic: Zawodzie, Śródmieście i Załęże. Również w rejonie tego przystanku, przy placu Powstańców Śląskich, zlokalizowana jest trzynastostanowiskowa stacja rowerów miejskich Metrorower nr 27024.
Przy stacji znajduje się średniej wielkości parking. Brak jest natomiast w pobliżu postoju taksówek.